# Mercy Moim
Mercy Moim (ur. 1 stycznia 1989 w Nairobi) – kenijska siatkarka, grająca na pozycji przyjmującej.

## Sukcesy klubowe
Klubowe Mistrzostwo Afryki:
- 2008, 2010, 2011, 2012, 2013, 2022
- 2014

Klubowe Mistrzostwo Azji:
- 2019

Mistrzostwo Finlandii:
- 2016

Mistrzostwo Azerbejdżanu:
- 2017

Mistrzostwo Tajlandii:
- 2020
- 2019

Mistrzostwo Kenii:
- 2022
- 2017, 2021

## Sukcesy reprezentacyjne
Igrzyska Afrykańskie:
- 2015
- 2011

Mistrzostwa Afryki:
- 2007, 2011, 2013, 2015, 2023
- 2017, 2019, 2021

## Nagrody indywidualne
- 2013: MVP Mistrzostw Afryki
- 2021: Najlepsza przyjmująca Mistrzostw Afryki
- 2023: Najlepsza przyjmująca Mistrzostw Afryki